# Хабью
Хабью или Хабю — село в Абхазии, в Гудаутском районе частично признанной Республики Абхазия, согласно административному делению Грузии — в Гудаутском муниципалитете Абхазской Автономной Республики.
Село расположено на правом берегу реки Аапсты. Через него проходит туристическая тропа; поблизости есть одноимённая пещера, неоднократно исследованная спелеологами, а также водопад.